# Pallanuoto ai campionati mondiali di nuoto 1978 - Torneo maschile
Quella del 1978 è stata la terza edizione del campionato del mondo di Pallanuoto. Si è svolta dal 19 al 27 agosto 1978 all'interno del programma del terzo Campionato Mondiale FINA disputatosi a Berlino Ovest.
Le sedici squadre partecipanti hanno affrontato tre fasi a gironi secondo la stessa formula usata nell'edizione precedente.
L'Italia ha conquistato il suo primo titolo iridato, precedendo sul podio Ungheria e Jugoslavia.

## Squadre partecipanti
GRUPPO A
- Australia
- Canada
- Italia
- Unione Sovietica

GRUPPO B
- Cuba
- Messico
- Romania
- Stati Uniti

GRUPPO C
- Bulgaria
- Germania Ovest
- Israele
- Paesi Bassi

GRUPPO D
- Grecia
- Jugoslavia
- Spagna
- Ungheria

## Prima Fase

### Gruppo A
|    | Squadra          | Pt | G | V | P | S | GF | GS | Diff |
| -- | ---------------- | -- | - | - | - | - | -- | -- | ---- |
| 1. | Unione Sovietica | 5  | 3 | 2 | 1 | 0 | 17 | 9  | +8   |
| 2. | Italia           | 5  | 3 | 2 | 1 | 0 | 15 | 12 | +3   |
| 3. | Australia        | 2  | 3 | 1 | 0 | 2 | 14 | 18 | -4   |
| 4. | Canada           | 0  | 3 | 0 | 0 | 3 | 8  | 15 | -7   |

| Data     | Gara             | Gara  | Gara      |
| -------- | ---------------- | ----- | --------- |
| 20-08-78 | Unione Sovietica | 5 - 1 | Canada    |
| 20-08-78 | Italia           | 6 - 5 | Australia |
| 20-08-78 | Unione Sovietica | 5 - 5 | Italia    |
| 20-08-78 | Australia        | 6 - 5 | Canada    |
| 21-08-78 | Italia           | 4 - 2 | Canada    |
| 21-08-78 | Unione Sovietica | 7 - 3 | Australia |

### Gruppo B
|    | Squadra     | Pt | G | V | P | S | GF | GS | Diff |
| -- | ----------- | -- | - | - | - | - | -- | -- | ---- |
| 1. | Romania     | 5  | 3 | 2 | 1 | 0 | 17 | 11 | +6   |
| 2. | Stati Uniti | 4  | 3 | 2 | 0 | 1 | 18 | 7  | +11  |
| 3. | Cuba        | 3  | 3 | 1 | 1 | 1 | 9  | 11 | -2   |
| 4. | Messico     | 0  | 3 | 0 | 0 | 3 | 9  | 24 | -15  |

| Data     | Gara        | Gara   | Gara        |
| -------- | ----------- | ------ | ----------- |
| 20-08-78 | Romania     | 10 - 5 | Messico     |
| 20-08-78 | Stati Uniti | 5 - 2  | Cuba        |
| 20-08-78 | Romania     | 3 - 2  | Stati Uniti |
| 20-08-78 | Cuba        | 3 - 2  | Messico     |
| 21-08-78 | Romania     | 4 - 4  | Cuba        |
| 21-08-78 | Stati Uniti | 11 - 2 | Messico     |

### Gruppo C
|    | Squadra        | Pt | G | V | P | S | GF | GS | Diff |
| -- | -------------- | -- | - | - | - | - | -- | -- | ---- |
| 1. | Germania Ovest | 6  | 3 | 3 | 0 | 0 | 27 | 7  | +20  |
| 2. | Bulgaria       | 4  | 3 | 2 | 0 | 1 | 12 | 14 | -2   |
| 3. | Paesi Bassi    | 2  | 3 | 1 | 0 | 2 | 14 | 12 | +2   |
| 4. | Israele        | 0  | 3 | 0 | 0 | 3 | 4  | 24 | -20  |

| Data     | Gara           | Gara   | Gara        |
| -------- | -------------- | ------ | ----------- |
| 20-08-78 | Paesi Bassi    | 7 - 1  | Israele     |
| 20-08-78 | Germania Ovest | 9 - 2  | Bulgaria    |
| 20-08-78 | Bulgaria       | 4 - 3  | Paesi Bassi |
| 20-08-78 | Germania Ovest | 11 - 1 | Israele     |
| 21-08-78 | Germania Ovest | 7 - 4  | Paesi Bassi |
| 21-08-78 | Bulgaria       | 6 - 2  | Israele     |

### Gruppo D
|    | Squadra    | Pt | G | V | P | S | GF | GS | Diff |
| -- | ---------- | -- | - | - | - | - | -- | -- | ---- |
| 1. | Ungheria   | 6  | 3 | 3 | 0 | 0 | 19 | 10 | +9   |
| 2. | Jugoslavia | 4  | 3 | 2 | 0 | 1 | 18 | 9  | +9   |
| 3. | Grecia     | 2  | 3 | 1 | 0 | 2 | 11 | 22 | -11  |
| 4. | Spagna     | 0  | 3 | 0 | 0 | 3 | 14 | 21 | -7   |

| Data     | Gara       | Gara   | Gara       |
| -------- | ---------- | ------ | ---------- |
| 20-08-78 | Ungheria   | 6 - 3  | Grecia     |
| 20-08-78 | Jugoslavia | 5 - 4  | Spagna     |
| 20-08-78 | Grecia     | 6 - 5  | Spagna     |
| 20-08-78 | Ungheria   | 3 - 2  | Jugoslavia |
| 21-08-78 | Jugoslavia | 11 - 2 | Grecia     |
| 21-08-78 | Ungheria   | 10 - 5 | Spagna     |

## Seconda Fase

### 1º - 8º posto

#### Gruppo E
|    | Squadra          | Pt | G | V | P | S | GF | GS | Diff |
| -- | ---------------- | -- | - | - | - | - | -- | -- | ---- |
| 1. | Italia           | 4  | 3 | 1 | 2 | 0 | 16 | 11 | +5   |
| 2. | Unione Sovietica | 3  | 3 | 1 | 1 | 1 | 12 | 8  | +4   |
| 3. | Stati Uniti      | 3  | 3 | 1 | 1 | 1 | 9  | 9  | 0    |
| 4. | Romania          | 2  | 3 | 1 | 0 | 2 | 5  | 14 | -9   |

| Data     | Gara             | Gara  | Gara             |
| -------- | ---------------- | ----- | ---------------- |
| 22-08-78 | Stati Uniti      | 3 - 2 | Unione Sovietica |
| 22-08-78 | Italia           | 7 - 2 | Romania          |
| 23-08-78 | Italia           | 4 - 4 | Stati Uniti      |
| 23-08-78 | Unione Sovietica | 5 - 0 | Romania          |

#### Gruppo F
|    | Squadra        | Pt | G | V | P | S | GF | GS | Diff |
| -- | -------------- | -- | - | - | - | - | -- | -- | ---- |
| 1. | Ungheria       | 5  | 3 | 2 | 1 | 0 | 20 | 14 | +6   |
| 2. | Jugoslavia     | 4  | 3 | 2 | 0 | 1 | 16 | 9  | +7   |
| 3. | Germania Ovest | 3  | 3 | 1 | 1 | 1 | 18 | 12 | +6   |
| 4. | Bulgaria       | 0  | 3 | 0 | 0 | 3 | 11 | 30 | -9   |

| Data     | Gara       | Gara   | Gara           |
| -------- | ---------- | ------ | -------------- |
| 22-08-78 | Jugoslavia | 10 - 3 | Bulgaria       |
| 22-08-78 | Ungheria   | 6 - 6  | Germania Ovest |
| 23-08-78 | Jugoslavia | 4 - 3  | Germania Ovest |
| 23-08-78 | Ungheria   | 11 - 6 | Bulgaria       |

### 9º - 16º posto

#### Gruppo G
|    | Squadra   | Pt | G | V | P | S | GF | GS | Diff |
| -- | --------- | -- | - | - | - | - | -- | -- | ---- |
| 1. | Cuba      | 6  | 3 | 3 | 0 | 0 | 19 | 8  | +11  |
| 2. | Australia | 4  | 3 | 2 | 0 | 1 | 15 | 18 | -3   |
| 3. | Messico   | 2  | 3 | 1 | 0 | 2 | 11 | 12 | -6   |
| 4. | Canada    | 0  | 3 | 0 | 0 | 3 | 11 | 18 | -7   |

| Data     | Gara      | Gara  | Gara      |
| -------- | --------- | ----- | --------- |
| 22-08-78 | Cuba      | 8 - 3 | Canada    |
| 22-08-78 | Australia | 6 - 5 | Messico   |
| 23-08-78 | Cuba      | 8 - 3 | Australia |
| 23-08-78 | Messico   | 4 - 3 | Canada    |

#### Gruppo H
|    | Squadra     | Pt | G | V | P | S | GF | GS | Diff |
| -- | ----------- | -- | - | - | - | - | -- | -- | ---- |
| 1. | Spagna      | 4  | 3 | 2 | 0 | 1 | 24 | 12 | +12  |
| 2. | Grecia      | 4  | 3 | 2 | 0 | 1 | 20 | 15 | +5   |
| 3. | Paesi Bassi | 4  | 3 | 2 | 0 | 1 | 18 | 13 | +5   |
| 4. | Israele     | 0  | 3 | 0 | 0 | 3 | 6  | 28 | -22  |

| Data     | Gara        | Gara   | Gara        |
| -------- | ----------- | ------ | ----------- |
| 22-08-78 | Paesi Bassi | 7 - 5  | Grecia      |
| 22-08-78 | Spagna      | 12 - 2 | Israele     |
| 23-08-78 | Grecia      | 9 - 3  | Israele     |
| 23-08-78 | Spagna      | 6 - 4  | Paesi Bassi |

## Fase Finale

### Gruppo I
(1º- 4º posto)
|    | Squadra          | Pt | G | V | P | S | GF | GS | Diff |
| -- | ---------------- | -- | - | - | - | - | -- | -- | ---- |
| 1. | Italia           | 5  | 3 | 2 | 1 | 0 | 15 | 13 | +2   |
| 2. | Ungheria         | 4  | 3 | 1 | 2 | 0 | 13 | 11 | +2   |
| 3. | Jugoslavia       | 2  | 3 | 1 | 0 | 2 | 14 | 15 | -1   |
| 4. | Unione Sovietica | 1  | 3 | 0 | 1 | 2 | 12 | 15 | -3   |

| Data     | Gara       | Gara  | Gara             |
| -------- | ---------- | ----- | ---------------- |
| 25-08-78 | Ungheria   | 4 - 4 | Unione Sovietica |
| 25-08-78 | Italia     | 6 - 5 | Jugoslavia       |
| 26-08-78 | Italia     | 5 - 4 | Unione Sovietica |
| 26-08-78 | Ungheria   | 5 - 3 | Jugoslavia       |
| 27-08-78 | Jugoslavia | 6 - 4 | Unione Sovietica |
| 27-08-78 | Italia     | 4 - 4 | Ungheria         |

### Gruppo J
(5º- 8º posto)
|    | Squadra        | Pt | G | V | P | S | GF | GS | Diff |
| -- | -------------- | -- | - | - | - | - | -- | -- | ---- |
| 5. | Stati Uniti    | 6  | 3 | 3 | 0 | 0 | 20 | 6  | +14  |
| 6. | Romania        | 4  | 3 | 2 | 0 | 1 | 13 | 10 | +3   |
| 7. | Germania Ovest | 2  | 3 | 1 | 0 | 2 | 23 | 15 | +8   |
| 8. | Bulgaria       | 0  | 3 | 0 | 0 | 3 | 8  | 33 | -25  |

| Data     | Gara           | Gara   | Gara           |
| -------- | -------------- | ------ | -------------- |
| 25-08-78 | Stati Uniti    | 7 - 1  | Bulgaria       |
| 25-08-78 | Romania        | 6 - 5  | Germania Ovest |
| 26-08-78 | Germania Ovest | 15 - 3 | Bulgaria       |
| 26-08-78 | Stati Uniti    | 2 - 1  | Romania        |
| 27-08-78 | Romania        | 6 - 3  | Bulgaria       |
| 27-08-78 | Stati Uniti    | 6 - 3  | Germania Ovest |

### Gruppo K
(9º- 12º posto)
|     | Squadra   | Pt | G | V | P | S | GF | GS | Diff |
| --- | --------- | -- | - | - | - | - | -- | -- | ---- |
| 9.  | Australia | 6  | 3 | 3 | 0 | 0 | 23 | 15 | +8   |
| 10. | Cuba      | 3  | 3 | 1 | 1 | 1 | 21 | 15 | +6   |
| 11. | Spagna    | 3  | 3 | 1 | 1 | 1 | 22 | 19 | +3   |
| 12. | Grecia    | 0  | 3 | 0 | 0 | 3 | 9  | 26 | -17  |

| Data     | Gara      | Gara  | Gara   |
| -------- | --------- | ----- | ------ |
| 25-08-78 | Australia | 8 - 7 | Spagna |
| 25-08-78 | Cuba      | 9 - 2 | Grecia |
| 26-08-78 | Spagna    | 9 - 5 | Grecia |
| 26-08-78 | Australia | 7 - 6 | Cuba   |
| 27-08-78 | Cuba      | 6 - 6 | Spagna |
| 27-08-78 | Australia | 8 - 2 | Grecia |

### Gruppo L
(13º- 16º posto)
|     | Squadra     | Pt | G | V | P | S | GF | GS | Diff |
| --- | ----------- | -- | - | - | - | - | -- | -- | ---- |
| 13. | Paesi Bassi | 6  | 3 | 3 | 0 | 0 | 17 | 8  | +9   |
| 14. | Canada      | 4  | 3 | 2 | 0 | 1 | 15 | 10 | +5   |
| 15. | Messico     | 2  | 3 | 1 | 0 | 2 | 18 | 15 | +3   |
| 16. | Israele     | 0  | 3 | 0 | 0 | 3 | 4  | 21 | -17  |

| Data     | Gara        | Gara   | Gara    |
| -------- | ----------- | ------ | ------- |
| 25-08-78 | Paesi Bassi | 7 - 1  | Canada  |
| 25-08-78 | Messico     | 10 - 2 | Israele |
| 26-08-78 | Paesi Bassi | 4 - 2  | Israele |
| 26-08-78 | Canada      | 7 - 3  | Messico |
| 27-08-78 | Canada      | 7 - 0  | Israele |
| 27-08-78 | Paesi Bassi | 6 - 5  | Messico |

## Classifica finale
| Pos.    | Squadra          |
| ------- | ---------------- |
| Oro     | Italia           |
| Argento | Ungheria         |
| Bronzo  | Jugoslavia       |
| 4       | Unione Sovietica |
| 5       | Stati Uniti      |
| 6       | Romania          |
| 7       | Germania Ovest   |
| 8       | Bulgaria         |
| 9       | Australia        |
| 10      | Cuba             |
| 11      | Spagna           |
| 12      | Grecia           |
| 13      | Paesi Bassi      |
| 14      | Canada           |
| 15      | Messico          |
| 16      | Israele          |

## Squadra vincitrice
- Alberto Alberani, Silvio Baracchini, Romeo Collina, Gianni De Magistris, Massimo Fondelli, Marco Galli, Sante Marsili, Alessandro Ghibellini, Paolo Ragosa, Mario Scotti Galletta, Roldano Simeoni.